# Era una notte buia e tempestosa

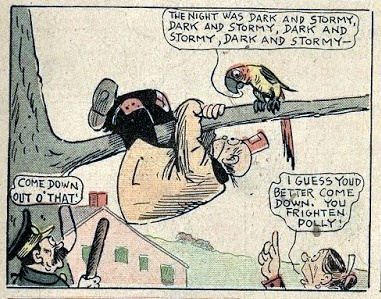
Pappagallo che ripete una variante della frase nel fumetto Happy Hooligan (1909)

Era una notte buia e tempestosa (originariamente, in inglese, It was a dark and stormy night) è una celebre frase scritta da Edward Bulwer-Lytton nel romanzo Paul Clifford, pubblicato nel 1830.

## Notorietà
Divenne molto diffusa per il frequente uso che ne faceva Snoopy, il personaggio dei Peanuts disegnato da Charles M. Schulz, come incipit dei suoi numerosi racconti battuti a macchina. La prima striscia in cui compare la frase è del 12 luglio 1965.

## Citazioni
- Nel 1985 il regista Alessandro Benvenuti ha diretto un film con lo stesso titolo.
- La frase è stata inoltre ripresa da Andrea Camilleri nel suo Il birraio di Preston, dove la inserisce, nella versione tradotta in siciliano, all'inizio di uno dei capitoli.
- La frase in questione [Se una notte d'invernata tinta] cita altrettanto bene il titolo di un romanzo di Calvino, Se una notte d'inverno un viaggiatore. Le citazioni o sono riportate con cura, o è meglio non farle. Uno scrittore di ampia divulgazione come l'autore del Birraio (romanzo) non ha bisogno di pubblicità scorretta
- La stessa frase si ritrova all'inizio del racconto per bambini Gobbolino, il gatto della strega, presente nella raccolta "I Raccontastorie".
- Nel romanzo I tre moschettieri di Alexandre Dumas è presente la frase C'était une nuit orageuse et sombre.[2]
- Questa frase è utilizzata anche da Ray Bradbury nell'incipit di Constance contro tutti.[3]
- Lo scrittore Umberto Eco ha dichiarato che l'incipit del suo romanzo Il nome della rosa è un'allusione a questa celebre frase.[4][5]